# Надгробный памятник Джону Хоквуду
Надгробный памятник Джону Хоквуду — необычный стенописный памятник английскому кондотьеру Джону Хоквуду (Джованни Акуто), сражавшемуся на стороне Флоренции.

## Описание
Через тридцать два года после смерти военачальника, когда его останки были перезахоронены в Англии, благодарные жители Флоренции обратились в 1436 году к живописцу Паоло Уччелло с просьбой создать над его опустевшей могилой в соборе Санта-Мария-дель-Фьоре памятник.
При работе над памятником Уччелло исходил из древних образцов, а также следовал за более ранней композицией, выполненной в соборе живописцами Аньоло Гадди и Джулиано д'Арриго. Он имитировал средствами почти монохромной росписи с эффектами кьяроскуро скульптуру «кавалло» — распространённых в Италии конных монументов-надгробий, восходящих к античным саркофагам и конной статуе Марка Аврелия на Кампидольо (Капитолийском холме в Риме).
С помощью незадолго до этого разработанных приёмов прямой линейной перспективы, прежде всего самим Уччелло, художник попытался перенести на стену собора ощущение трёхмерности изображения. Уччелло свободно сочетал в своей композиции две разные перспективы: одну для коня и всадника (представленных в чистом профиле, как бы на уровне глаз зрителя), другую для постамента (при точке зрения снизу), вероятно, пытаясь, избегая перспективных искажений в изображении самой статуи, одновременно придать бо́льшую монументальность целому.
Сразу после завершения Уччелло работы над этим своеобразным кенотафом, Синьория задумалась над его «усовершенствованием». Что именно не устраивало в памятнике отцов города, осталось не вполне ясным, но ему пришлось выполнить её заново. В 1524 году Лоренцо ди Креди добавил к фреске пышную раму с канделябрами. Через тридцать лет после Уччелло художник Андреа дель Кастаньо создал рядом ещё одну фреску сходной иконографии, в память о кондотьере Никколо да Толентино.
Первоначально фреска находилась на высоте более 8 метров от пола. В 1842 году стенопись была перенесена на холст с тем, чтобы переместить изображение на другую стену храма. Не исключено, что при этом фреску обрезали на пять футов против её первоначальной величины. Всего её переносили с одной стены на другую дважды.